# Kårhuset Origo

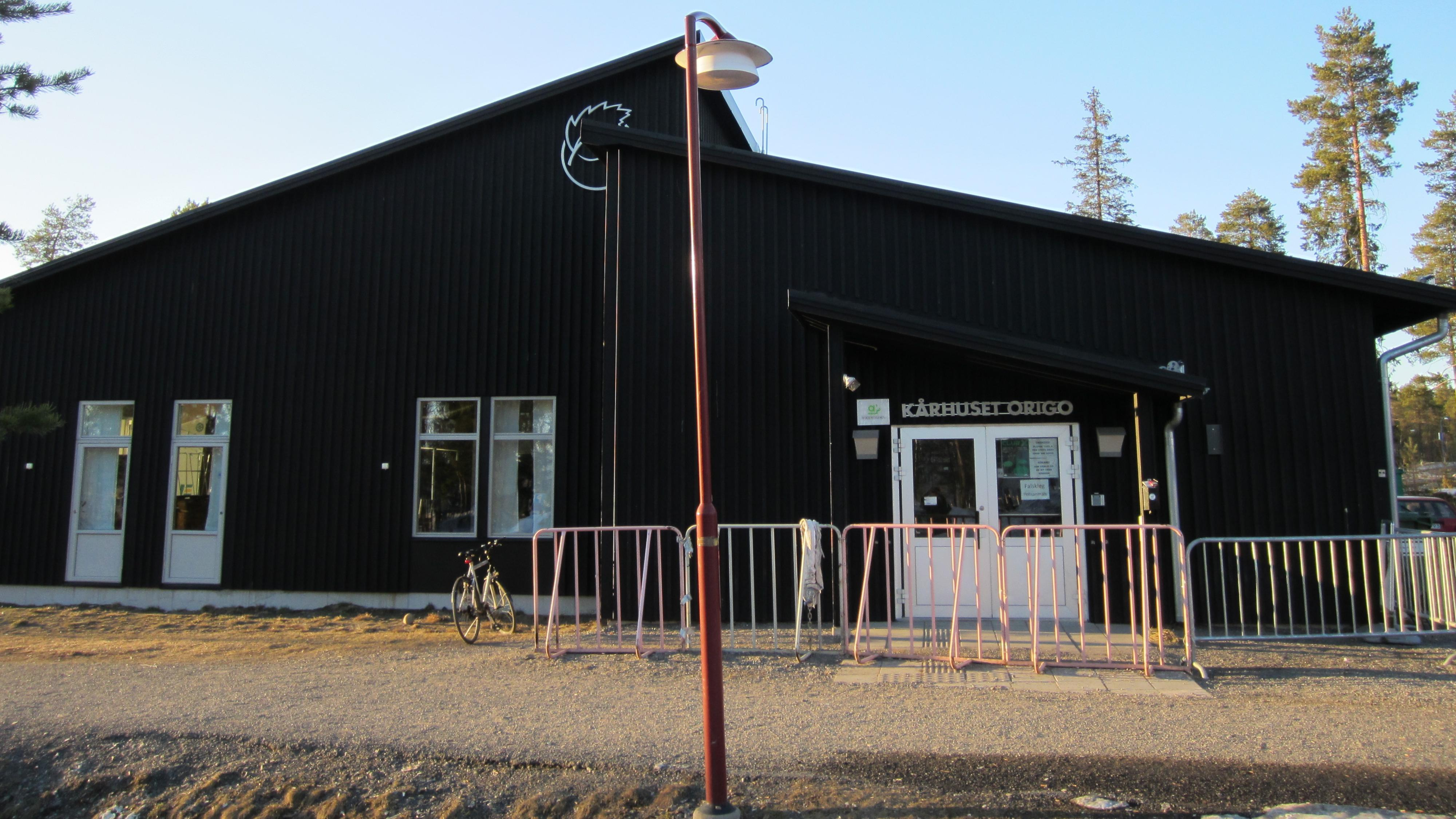
Kårhuset Origo.

Kårhuset Origo är Umeå naturvetar- och teknologkårs kårhus.
Efter nedläggningen av NTK:s gamla kårhus Scharinska villan, Sakka, våren 2004 började arbetet med att hitta en ny lokal för ett framtida kårhus. Under hösten 2006 och våren 2007 byggdes ett kårhus i närheten av sportcentret Iksu. Slutligen invigdes kårhuset Origo den 11 maj 2007. Lokalen tar 300 personer.
På gräsmattan som tillhör kårhuset står ett orange F i betong som tillhör F-sektionen vid NTK. Ett vanligt spratt som utförs av andra program är att måla om statyn i sin egen färg. 
Origo kallas ibland "(0,0,0)" bland studenterna.